# Alonso Pérez de Guzmán
Alonso de Guzmán (ur. 1256 w León, zm. 1309), znany jako Guzmán el Bueno („dobry”) – szlachcic hiszpański, zapoczątkował ród książąt, do których należał m.in. książę Medina-Sidonia.

## Życiorys
Urodził się w León, jednak istnieją dowody na to, że był pochodzenia mauretańskiego, wskazuje na to dokument z 1288 roku, w którym udzielono mu pozwolenia na eksport płodów rolnych, prawdopodobnie do Maroka. Ponadto, w dokumencie z 1297 roku, będącym w posiadaniu Księżny Medina Sidonia i sygnowanym przez króla, Guzmán figuruje jako wasal, a więc nie Hiszpan.